# Namea brisbanensis
Namea brisbanensis là một loài nhện trong họ Nemesiidae.
Namea brisbanensis được miêu tả năm 1984 bởi Raven.